# Łenkiwci (przystanek kolejowy)
Łenkiwci (ukr. Ленківці) – przystanek kolejowy w miejscowości Łenkiwci, w rejonie dniestrzańskim, w obwodzie czerniowieckim, na Ukrainie. Położony jest na linii Chmielnicki – Kamieniec Podolski – Kelmieńce, będąc ostatnim punktem zatrzymywania się pociągów na tej linii, zarządzanym przez Kolej Południowo-Zachodnią.